# La mia vita con Daniela
La mia vita con Daniela è una miniserie televisiva italiana del 1976.

## Produzione
Il formato originario è quello della miniserie televisiva composta da due puntate, che vennero trasmesse in prima visione nel 1976. La regia è di Domenico Campana. Gli autori del soggetto e della sceneggiatura sono Biagio Proietti e Diana Crispo che nel 2012 ne hanno fatto una versione letteraria con il titolo Chiunque io sia
Gli interpreti principali della fiction sono: Ivana Monti, Walter Maestosi.
Ambientato e filmato nella città di Torino. La scenografia e l'arredamento con fondali di Magritte e mobili di design tipici degli anni settanta, che creano un'atmosfera domestica ma inquietante, parte integrante di questa miniserie, sono stati curati dall'architetto Donatella D'Angelo.

## Trama

### Prima puntata
A Torino, nello studio dell'avvocato Guido Morelli, si presenta una giovane donna che dice di chiamarsi Bianca Rizzi e di essere stata inviata dall'agenzia Sites per un colloquio di lavoro, ma la segretaria nega che sia stata fatta una richiesta del genere. Mentre se ne sta andando, l'avvocato Morelli la vede e riconosce nella donna la moglie Daniela misteriosamente scomparsa sei mesi prima, ma lei nega, affermando di non conoscerlo. La vicenda assume subito toni inquietanti, in quanto Bianca/Daniela non ha con sé i documenti e non è in grado di ritrovarli, e l'agenzia dalla quale lei afferma di essere stata inviata è inesistente, almeno a Torino; inoltre un uomo misterioso la segue da lontano. L'avvocato riesce a convincere la donna a seguirlo nella loro casa, nella speranza che la vista dell'appartamento risvegli i suoi ricordi, ma questo non avviene; mentre si trova in casa, la donna ha visioni nelle quali vede il viso di una donna, più anziana di lei. Morelli decide di portarla nei posti che lei ricorda come Bianca, a cominciare dalla città in cui afferma di essere nata, Pavia. Qui una donna anziana si ricorda della famiglia Rizzi, ma la casa natale non esiste più, in quanto i bombardamenti alleati del 1944 la distrussero, uccidendo la madre di Bianca. Morelli fa una ricerca nell'ufficio di anagrafe e trova la data di nascita di Bianca Rizzi, che indica come all'epoca in cui si svolge la vicenda la donna abbia un'età di 45 anni, mentre Bianca/Daniela è sensibilmente più giovane. A Pavia il misterioso uomo si fa avanti con la donna: è Andrea, un uomo con il quale Daniela ebbe una relazione subito dopo essersi allontanata dal marito. 

### Seconda puntata
La ricerca si sposta a Milano, dove il padre di Bianca, dopo essersi risposato, si spostò con la famiglia. Durante il viaggio accade un'altra cosa strana: Morelli tenta di far guidare Bianca/Daniela, ma ella, una volta al posto di guida, si blocca spaventata. A Milano, alcuni inquilini del caseggiato dove la famiglia Rizzi abitava, riconosciuti da Bianca/Daniela, ricostruiscono la storia della famiglia, e Bianca/Daniela apprende di avere una sorellastra, Carla, nata cieca. I due la vanno a trovare, ma lei si turba incontrandoli, in quanto riconosce in Bianca/Daniela il tono di voce della sorellastra Bianca, più basso del tono di voce che aveva Daniela prima di allontanarsi da casa sei mesi prima. La vicenda si sposta quindi a Bruxelles, dove le storie di Bianca e Daniela pare abbiano una convergenza, in quanto si scopre che nella capitale belga entrambe hanno vissuto e lavorato. Qui Bianca/Daniela ha un atteggiamento più rilassato, quasi gioioso, in quanto si sente come a casa, avendoci vissuto e lavorato (secondo lei) per anni; allo stesso tempo aumenta l'ansia della donna, in procinto di scoprire la verità che la riguarda. Morelli incontra Sandro Marenzi, che si rivela essere il datore di lavoro di entrambe le donne, Bianca e Daniela. Egli spiega che Daniela, giunta da Torino, venne assunta e affiancata a Bianca, che in breve tempo diventò la sua migliore amica. Morelli trova anche l'agenzia Sites, alla quale effettivamente Bianca si era rivolta per trovare lavoro a Torino. Daniela aveva infatti avuto un ripensamento e aveva deciso di tornare a casa, portando con sé la sua amica Bianca. Le due donne si erano messe in viaggio in automobile, ma giunte vicino a Parigi avevano avuto un terribile incidente: l'auto forò uno pneumatico, Daniela (che era alla guida) accostò, ma il punto in cui l'auto si fermò era pericoloso, subito dopo una curva. Bianca esortò Daniela a spostare l'auto, ma ella non fece in tempo: un autocarro tamponò l'auto che ruzzolò in un dirupo, ferendo mortalmente Bianca. Quest'ultima non morì sul colpo, ma poco alla volta, lamentandosi, e Daniela, bloccata nelle lamiere, restò traumatizzata dal terribile avvenimento. Le due rimasero nell'auto per parecchie ore, e quando i soccorsi le raggiunsero ormai Bianca era morta e Daniela in stato di shock. Morelli e Daniela, che si è nuovamente innamorata del marito, tornano infine a casa, a Torino, per cominciare una nuova vita, ma Daniela è consapevole che la personalità di Bianca è entrata dentro di lei e non la lascerà mai più.